# Љиљан у хералдици
Љиљан (фр. Lilium) је стилизовани приказ љиљана. Представља један од најчешћих хералдичких мотива у Европи. Током средњег вијека били су највише препознатљиви на грбу Краљевства Француске. Симбол су љубави, изабраности Богородице, Светога Тројства.
Симбол љиљана срећемо још у древној Месопотамији и старом Египту. Хералдички љиљан у Европи се традиционално повезују са француском монархијом, и са оним владарским кућама које су потекле из Француске (данас: Шпанија, Луксембург — кућа Бурбона). У Северној Америци љиљан је симбол области које су првобитно населили Французи, као што су Квебек и Луизијана.
Љиљан је амблем италијанске провинције Фиренца, а на грбу Медичија се појавио у 16. веку. Симбол је и града Лила у Француској.

## Симболика
Као хришћански мотив, љиљани су чврсто везани за култ Богородице и означавају изабраност, непорочност Богородице. Спој три латице у горњем дјелу хералдичког цвијета симболише Свето Тројство. Симболика љиљана огледа се и у стиховима Старог и Новог завјета. У стиховима Старог завјета ослања се на:
Књига пророка Осије - 14. глава
- 5. Бићу као роса Израиљу, процвјетаће као љиљан и пустиће жиле своје као дрвета Ливанска.
- 6. Рашириће се гране његове, и љепота ће му бити као у маслине и мирис као Ливански.

Друга књига дневника - 4. глава
- 5. Дебљина му бијаше с подланице, а крај му бијаше као крај у чаше, као цвијет љиљанов, а примаше три тисуће вата.

Пјесма над пјесмама - 2. глава
- 1. Ја сам ружа Саронска, љиљан у долу.
- 2. Што је љиљан међу трњем, то је драга моја међу дјевојкама.

Симболика љиљана се у стиховима Новог завјета ослања на Јеванђеља по Матеју (6:28-29) и Јеванђеља по Луки (12:27).
Матеј – Бесједа на гори господа Исуса Христа- глава 6
- 28. И за одело што се бринете? Погледајте на љиљане у пољу како расту; не труде се нити преду.
- 29. Али ја вам кажем да ни Соломун у свој својој слави не обуче се као један од њих.[2]

## Љиљани у Краљевини Француској
У Европи су најзаступљенији у Француској чији је грб до 1376. године био „посутим“ љиљанима, што је директно асоцирало на Пјесму над пјесмама, „Што је љиљан међу трњем" оно што је Израиљ међу народима мислећи на изабраност, то је француски краљ међу краљевима. Од 1376. године грб Француске се састојао од три златна љиљана што је симболисало јединство љубави Светога Тројства према Краљевини Француској.

## Љиљани у српским земљама
У српске земље љиљан долази преко Византије, а његов утицај се ширио преко Хума даље у Србију. У средњовјековној Србији мотив љиљана срећемо на краљевским регалијама, манастирским фрескама, новцу. Љиљани у Босну доспијевају крунисањем Трвтка за краља, преко круне Стефана Првовјенчаног, у манастиру Милешева 1377. године. До тада на грбу Котроманића није било љиљана, већ се првобитни грб састојао од траке у хералдичком пољу.
Године 1888. два златна љиљана су унета на грб Краљевине Србије као симбол њеног континуитета са династијом Котроманића. Љиљани нису били на грбу Државе СХС, Краљевине Југославије, ни СФРЈ, али су се поново појавили на грбу и застави независне Србије 2006.
Током рата у Босни, босански муслимани су користили стилизовани грб Котроманића као ратну заставу, сматрајући љиљане својим симболом. По том основу су га користили до 1998. године.

### Љиљан на грбовима и заставама
| Француски грб пре 1376.        | Француски грб после 1376.        | Грб Едварда III, на коме се налазе љиљани | Застава француске краљевске породице пре 1789. и од 1815. до 1830. | Шкотски краљевски грб             | Фирентински љиљан                            |
| Љиљани на грбу папе Павла VI   | Грб српске династије Котроманића | Национални симбол Бошњака                 | Застава Квебека                                                    | Грб Србије (мали)                 | Грб Висбадена, савезна држава Хесен, Немачка |
| Грб Линколна, град у Енглеској | Грб Јурбаркаса, град у Литванији | Грб Туркуа, град у Финској                | Застава Њу Орлеанса, град у Америци                                | Грб Бјелско-Бјали, град у Пољској | Застава Лелистада, град у Холандији          |